# Nueva Ámsterdam (Guyana)
Nueva Ámsterdam (New Amsterdam en inglés; Nieuw Amsterdam en neerlandés) es una de las más grandes ciudades de Guyana. Se encuentra a 90 km al este de la capital, Georgetown, en la región de Berbice Oriental-Corentyne en la costa atlántica. Está situada junto a la desembocadura del río Berbice y posee una población de aproximadamente 33 000 habitantes. La ciudad cubre un área de 2,78 km², y es un puerto importante para la exportación de bauxita. 
Respecto al sector salud, la ciudad cuenta con el Hospital público de Nueva Ámsterdam.

## Historia
New Amsterdam tiene sus orígenes en un pueblo que creció junto a Fort Nassau en las décadas de 1730 y 1740. El primer Nieuw Amsterdam, como se llamaba entonces, estaba situado a unos 90 km (56 millas) río arriba del río Berbice en la margen derecha. Antes del levantamiento de esclavos de 1763, comprendía un edificio del Tribunal de Política, un almacén, una posada, dos herrerías, una panadería, una iglesia luterana y varias casas, entre otros edificios. Construido en 1740 por los holandeses, New Amsterdam se llamó por primera vez Fort Sint Andries. Se convirtió en sede del gobierno colonial neerlandés en 1790. En 1803, los británicos se hicieron cargo de ella.
El pequeño municipio fue pionero en varios estatutos; contaba con las primeras normas de saneamiento registradas (no hay letrinas cerca de la vía pública, se cavaron desagües y se limpiaron los lugares) y los primeros controles de precios en la única hostería de la ciudad, así como las bebidas alcohólicas, incluidas madeira, jenever, kilthum (el precursor del ron) e incluso una bebida hecha por los amerindios. Por supuesto, el alcohol no se consideraba un lujo en aquellos días, sino más bien una necesidad, ya que se creía erróneamente que evitaba enfermedades como la malaria, que se decía que provenía de la exposición a 'miasmas'.
En marzo de 1763, el líder rebelde Cuffy instaló el edificio del Tribunal de Política en la pequeña ciudad su cuartel general, y a cada lado de su puerta colocó dos cañones, que había sido reparados para él por el herrero Prins. Cuando los revolucionarios se vieron obligados a retirarse río arriba en 1764, Nueva Ámsterdam fue incendiada bajo la supervisión de Prins, y solo sobrevivió la iglesia luterana de ladrillo . Después de que el levantamiento fue aplastado, fue acusado de incendio provocado y ejecutado.
Si bien la aldea fue reconstruida posteriormente, en la década de 1770 ya se estaba haciendo evidente que había dejado de ser el centro de la colonia. Los plantadores habían comenzado a trasladarse a los suelos más fértiles de la parte baja del río, dejando el municipio algo aislado río arriba. Al principio, las autoridades holandesas tenían planes grandiosos para construir allí imponentes edificios gubernamentales, planes que aún se pueden ver en los Archivos del Estado de La Haya. Sin embargo, finalmente tuvieron que reconocer que tal desarrollo sería inútil en un contexto donde la actividad económica de Berbice estaba centrada en el río bajo, y en 1785 tomaron la decisión de trasladar la ciudad a la desembocadura del Canje.
En junio de 1790, las autoridades estaban listas para los residentes privados, y en enero del año siguiente publicaron una ordenanza que establecía las condiciones para la concesión de lotes para viviendas en la actual Nueva Ámsterdam. Cada residente tenía que empollar su tierra y cavar zanjas de drenaje, y cualquiera que no hubiera construido una casa dentro de los seis meses posteriores a la transferencia del gobierno desde río arriba, perdería su lote.
Cinco años después, la capital de Berbice cayó en manos británicas, aunque no todos los primeros visitantes de ese barrio de Europa quedaron impresionados por su apariencia. Poco a poco, sin embargo, adquirió un carácter propio, y para su mérito todavía cuenta (entre muchas otras ventajas) lo que podría decirse que es el mejor ejemplo de la arquitectura de Cesar Castellani existente, a saber, el New Amsterdam Public Hospital (The Palms in Georgetown es otro ejemplo de su trabajo).
En 1831, Nueva Ámsterdam perdió su condición de capital, cuando las dos colonias de Berbice y Esequibo/Demerara se combinaron en una para convertirse en la Guayana Británica.
La ciudad actual es bastante pequeña y consta de tres carreteras principales con una docena de calles transversales. Tiene un alcalde, Kirt Wynter, y un mercado próspero. Desde New Amsterdam puede llegar a Crabwood Creek (a unos 72 km (45 millas) de distancia) a través del río Courantyne o al área de East Canje de Berbice. Una carretera también conduce por la orilla del río Berbice hasta la ciudad de Mara, a unos 40 km (25 millas) al sur.

## Puntos de interés
New Amsterdam sirve como puerto y tiene un hospital administrado por el gobierno. La ciudad tiene muchos edificios coloniales antiguos, algunos que datan de la época de la colonización holandesa. Mission Chapel ha sido designada Patrimonio de la Humanidad.
Las principales escuelas de New Amsterdam son Berbice High School , Berbice Educational Institute, Vryman's Erven Secondary, Tutorial Academy y New Amsterdam Secondary anteriormente conocida como New Amsterdam Multilateral High School (inaugurada en 1975).
The Esplanade es el nombre de un terreno público abierto al oeste de Esplanade Road e inmediatamente enfrente de The Gardens. Era un lugar de pícnic y cita para la gente de Berbice. El quiosco contó con la banda de la milicia de la Guayana británica.

## Turismo
Hay varios hoteles en la ciudad, incluidos Church View Guest House, Astor Hotel, Little Rock Hotel, Leisure Inn Hotel, The Penguin International Hotel y Parkway Hotel. Las suites Little Rock recién construidas en Main Street (que no deben confundirse con Little Rock Hotel en Vryman's Erven).
En diciembre de 2008, los viajes a Nueva Ámsterdam se vieron facilitados por la apertura del Puente Berbice, que proporciona una conexión directa con Georgetown.

## Personas notables
- David Dabydeen (n. 1955), novelista, poeta y académico
- Carl Barrington Greenidge (n. 1949), exvicepresidente[7]
- Edward Luckhoo (1912-1998), gobernador general y expresidente en funciones
- Lionel Luckhoo (1914-1997), abogado y político
- Shridath Ramphal (n. 1928), exsecretario general del Commonwealth

## Utilidades
New Amsterdam tiene tres estaciones de televisión: DTV-8, ubicada en el corazón de la ciudad, Little Rock Television Station (LRTVS) Canal 10 ubicada en Vryman's Erven, TVG ubicada en St. Ann Street. DTV fue la primera estación de televisión de Berbice. La primera estación de radio que transmite desde Nueva Ámsterdam también fue lanzada en 2014 por Little Rock y transmite en FM 88.5 MHz.

## Clima
New Amsterdam tiene un clima de selva tropical (Af) con fuertes lluvias durante todo el año.
| esconderLos datos climáticos de Nueva Ámsterdam | esconderLos datos climáticos de Nueva Ámsterdam | esconderLos datos climáticos de Nueva Ámsterdam | esconderLos datos climáticos de Nueva Ámsterdam | esconderLos datos climáticos de Nueva Ámsterdam | esconderLos datos climáticos de Nueva Ámsterdam | esconderLos datos climáticos de Nueva Ámsterdam | esconderLos datos climáticos de Nueva Ámsterdam | esconderLos datos climáticos de Nueva Ámsterdam | esconderLos datos climáticos de Nueva Ámsterdam | esconderLos datos climáticos de Nueva Ámsterdam | esconderLos datos climáticos de Nueva Ámsterdam | esconderLos datos climáticos de Nueva Ámsterdam | esconderLos datos climáticos de Nueva Ámsterdam |
| Mes                                             | ene                                             | feb                                             | mar                                             | abr                                             | Mayo                                            | jun                                             | jul                                             | ago                                             | sep                                             | oct                                             | nov                                             | dic                                             | Año                                             |
| ----------------------------------------------- | ----------------------------------------------- | ----------------------------------------------- | ----------------------------------------------- | ----------------------------------------------- | ----------------------------------------------- | ----------------------------------------------- | ----------------------------------------------- | ----------------------------------------------- | ----------------------------------------------- | ----------------------------------------------- | ----------------------------------------------- | ----------------------------------------------- | ----------------------------------------------- |
| Promedio alto °C (°F)                           | 30,1 (86,2)                                     | 30,4 (86,7)                                     | 30,6 (87,1)                                     | 30,4 (86,7)                                     | 30,7 (87,3)                                     | 30,6 (87,1)                                     | 30,8 (87,4)                                     | 31,4 (88,5)                                     | 31,9 (89,4)                                     | 31,8 (89,2)                                     | 31,6 (88,9)                                     | 30,8 (87,4)                                     | 30,9 (87,7)                                     |
| Media diaria °C (°F)                            | 26,5 (79,7)                                     | 26,7 (80,1)                                     | 27,0 (80,6)                                     | 26,9 (80,4)                                     | 27,1 (80,8)                                     | 27,0 (80,6)                                     | 27,0 (80,6)                                     | 27,5 (81,5)                                     | 27,9 (82,2)                                     | 27,8 (82,0)                                     | 27,6 (81,7)                                     | 27,1 (80,8)                                     | 27,2 (80,9)                                     |
| Promedio bajo °C (°F)                           | 23,0 (73,4)                                     | 23,1 (73,6)                                     | 23,4 (74,1)                                     | 23,4 (74,1)                                     | 23,5 (74,3)                                     | 23,4 (74,1)                                     | 23,3 (73,9)                                     | 23,6 (74,5)                                     | 23,9 (75,0)                                     | 23,8 (74,8)                                     | 23,7 (74,7)                                     | 23,4 (74,1)                                     | 23,5 (74,2)                                     |
| Precipitación media mm (pulgadas)               | 153 (6,0)                                       | 83 (3,3)                                        | 90 (3,5)                                        | 135 (5,3)                                       | 199 (7,8)                                       | 225 (8,9)                                       | 185 (7,3)                                       | 132 (5,2)                                       | 64 (2,5)                                        | 65 (2,6)                                        | 65 (2,6)                                        | 174 (6,9)                                       | 1.570 (61,9)                                    |
| Fuente: Climate-Data.org                        |                                                 |                                                 |                                                 |                                                 |                                                 |                                                 |                                                 |                                                 |                                                 |                                                 |                                                 |                                                 |                                                 |

## Ciudades hermanas
- Midland, Texas (Estados Unidos)[8]